# Варварина Гора (городище)
Городи́ще Варва́рина Гора́ — археологический памятник на территории, ранее представлявшей собой южную окраину Новгородской земли (ныне это север Тверской области); многослойное поселение (место, где существовало несколько поселений в разное время, зачастую культурные слои многослойных поселений разделены стерильными слоями). По радиоуглеродному анализу было установлено, что поселение существовало здесь в 1-м тысячелетие до н. э. С конца раннего железа и до середины 1-го тысячелетия это был район проживания неславянского населения, которое оставило два памятника дьяковской культуры. Позднее на этом месте поселились славяне-кривичи, оставившие здесь селища и погребальные насыпи культуры псковско-новгородских длинных курганов. Между поселением эпохи раннего железа и поселением славян-кривичей нет преемственности. В XII—XIV веках эта местность являлась небольшой усадьбой новгородского феодала.

## Географическое положение
Городище Варварина Гора расположено в Фировском районе Тверской области на правом берегу реки Шлины, приблизительно в 700 метрах к северо-востоку от деревни Городок, на Валдайской возвышенности на вершинах и склонах холма возле реки на высоте 12—13 м от её уровня, напротив широкой поймы.
Городище двухплощадочное. Верхняя площадка (25×45 м) содержит культурные слои первых веков нашей эры и эпохи средневековья. Нижняя площадка (15×30 м), расположенная восточнее, на высоте 7 метров от уровня реки, содержит культурный слой позднедьяковского времени. Недалеко от городища протекает ручей, не имеющий официального названия, местные называют его Юрик. Приуроченность памятника к ручью типична для дьяковских городищ.

## История открытия и изучения
Первое упоминание о городище имеется в сводке памятников археологии Новгородской губернии начала XX века (от 1911 года), относящихся к деревне Городок на реке Шлине под авторством И. С. Романцева, в которой он описывал городище как деревню, расположенную в 1 версте от реки Шлины, длиной в 500 саженей, шириной в 150 саженей, с трёх сторон окружённой рвами и занятой постройками.
Это описание не соответствует действительности. В деревне Городок нет ни рвов, ни их остатков, также на территории деревни не было зафиксировано и культурного слоя. Однако в 700 метрах на северо-восток от деревни на берегу реки имеется городище, но меньших размеров, расположенное на вершине и склонах песчаного холма возле широкой поймы реки. Причина несостыковки заключается в том, что И. С. Романцев записал данные, полученные со слов начальника Земской управы А. Мельницкого, который не вник в суть дела и рассказал о Городке-деревне вместо городка-памятника археологии.
В то же время имелись записи опроса волостного старшины А. Орлова (также от 1911 года), который подробно описывал городище. И. С. Романцев по какой-то причине не включил их в свою книгу, в результате чего и появилась искажённая версия. По словам Орлова городок имел кругообразную форму по ширине и длине около 10 саженей, с трёх сторон окружённый рвом глубиной около 2 аршин. Также он поведал о раскопках, которые проводили искатели кладов в 1909 году, разрушившие часть городища. Его слова подтвердили старейшие жители деревни Городок, когда в 1985 году исследователи проводили опрос местных жителей. С их слов следовало, что в деревню, ещё до первой мировой войны, из Новгорода приезжали люди, которые платили деньги за рытьё ям на Варвариной Горе. Эти раскопки, скорее всего, были незаконны, так как в архивах Института истории материальной культуры РАН нет сведений о том, что в это время здесь что-либо проводилось. Городище, которое описал А. Орлов, имеет прямое сходство с Варвариной Горой.
В 1983 году памятник был открыт А. Д. Максимовым, который провёл первичную зачистку стенок ям, собрал немного подъёмного материала, а также составил глазомерный план городища. Им впервые было составлено описание памятника, позже включённое в полевой отчёт А. П. Ланцева, сданный в архив Института археологии Академии наук. Как объяснял А. Д. Максимов, отчёты об открытии памятников часто писали не те, кто их выявлял, а из-за обилия информации передавались для оформления рядовым членам экспедиции. В этом отчёте была определена форма городища — овальная, размер — 45×25 м, описано расположение и предложена датировка — вторая половина I тыс. н. э. — начало II тыс. н. э. Впоследствии выяснится, что это описание было несколько неточным, они ошиблись в высоте холма, возрасте памятника и в том, что городище являлось однослойным.
Следующие раскопки проводил Деревский отряд Института археологии АН СССР под руководством В. А. Бурова в 1985 году на месте валообразного выброса из грабительской ямы. Экспедиции удалось обнаружить два зуба лося, один зуб молодого оленя, обломок железного ножа, кусок железного шлака, печину, 9 мелких фрагментов лепной керамики без орнамента, 86 обломков круговой посуды, некоторые с орнаментом XII—XIV веков. В то же время нижние средневековые слои они ошибочно датировали X веком.
Начиная с 1987 года на верхней площадке городища было заложено три раскопа: первый раскоп в 1987 году на площади 4×12 м, второй раскоп в 1988 году (8×12 м) и третий раскоп в 1989 и 1990 гг. (8×12 м). Всего раскопки длились четыре сезона примерно по 90 дней каждый. Сами раскопы располагались вплотную друг к другу на прямоугольнике 20×22 м, разделённом на 110 квадратов размером 2×2 м. Размер изученной площади составил 526 м2. Раскопки вскрыли примерно две трети верхней площадки и охватили основные жилые и производственные комплексы городища, включая бронзолитейный и железноделательный.
В 1993 году доследовались ранее законсервированные раскопы на двух участках в пределах общего раскопа.

## Основные сведения
Во время раскопок исследователям удалось обнаружить два слоя культурного отложения городища. Первый слой или верхний относится к эпохе средневековья (XI—XIV века) и располагается на толщине 0,2—0,8 м, здесь проживали славяне-кривичи. Второй слой или нижний относится к дьяковскому времени (I—V век) и подразделяется на пять горизонтов. Было установлено, что первый этап освоения горы был краткосрочным. Границы между слоями горизонтов дьяковского времени было видно отчётливо, кроме пятого слоя, который сливался со средневековым слоем, что свидетельствует о незначительном промежутке времени между двумя перепланировками.
Между поселениями разных исторических эпох нет преемственности, что довольно распространено, когда в процессе жизни более позднего поселения ранние слои уничтожались. На городище Варварина Гора ранние слои сохранились довольно хорошо, что позволило исследователям изучить их. Жизнь в обоих слоях не была особенно интенсивной, поселения были обычными для своего времени: сооружения имели примитивный тип, образ жизни обитателей был достаточно суровым. Однако научное значение поселения велико, так как средневековые городища во всей Новгородской земле большая редкость.
Исследователям удалось установить, что в I—V веках это было поселение животноводов, землевладельцев, ремесленников и охотников, с рубежа 1-го—2-го тысячелетия входило в состав Новгородской федерации трех племен (кривичи, словене и чудь) — первое государственное образование на северо-западе Восточной Европы. В XII—XIV веках это уже была небольшая усадьба новгородского феодала. В эпоху средневековья поселение входило во владения волости Жабна, а позднее в Валдайский уезд Новгородской губернии. Располагалось недалеко, примерно в нескольких десятках вёрст, от границ Новгорода и Смоленского княжества, а с конца XIII века было на границе с Литвой.
Местное население было знакомо с животноводством и земледелием, что отразилось на культурном слое памятника. По следам обработки металлов можно судить о высоком уровне развития экономики. А по ряду находок можно говорить о широких экономических и культурных связях. Бронзовые украшения и детали костюмов символизируют, что некоторые представители имели высокое положение в обществе и определённое богатство. Район поселения был местом контактов племен балтов и финно-угров, что также наложило свой отпечаток на материальную культуру памятника.
Раскопки на Варвариной Горе раскрыли материал о быте, хозяйстве, ремесле и материальной культуре эпохи раннего средневековья. Одной из важных находок стало открытие следов бронзолитейного производства.
Всего во время раскопок было обнаружено около 1300 экземпляров индивидуальных предметов материальной культуры I—V и XI—XIV веков, 8841 экземпляров лепной позднедьяковской керамики, 26004 экземпляра круговой средневековой керамики и 948 экземпляров ошлакованной керамики (16 экземпляров лепной, 380 — круговой, 552 — неопределённой), около 2 тыс. кусков обожжённой глины от развалов печей. Всего 37870 экземпляров. Вся коллекция находок хранится в Тверском государственном объединённом музее. Часть предметов выставлена в постоянной экспозиции музея.
В научный оборот городище Варварина Гора было введено под названием Городок I тверскими археологами, работавшими над составлением археологической карты этой области (под руководством В. М. Воробьёва).

## Дьяковское время
Этническую принадлежность носителей дьяковской культуры на Варвариной Горе из-за слишком малых данных определить трудно. В одно время исследователи (В. В. Седов, Р. А. Агеева, А. Д. Максимов, К. А. Смирнов и др.) придерживались мнения, что это было население балтского происхождения. Такой вывод они делали на основании названий гидронимов, однако оторванность этих названий от основной территории распространения балтской гидронимии ставит это под сомнение. По другой версии здесь проживали финно-угорские племена, о присутствии которых здесь свидетельствуют как некоторые археологические находки, так и данные топонимии. Таким образом месторасположения городища Варварина Гора в первой половине 1-го тысячелетия. оказалось в зоне финно-балтских контактов, что оставило свой след в культурной жизни поселения. По набору признаков материала городище относится к древностям Москворечья.
Дьяковское время представлено 112 индивидуальными находками (21 предмет из железа, 36 из бронзы, 43 глиняных изделия, 4 стеклянные бусины и 8 предметов из камня), 8858 фрагментами керамики, несколькими жилыми постройками и двумя производственными сооружениями: железоделательной мастерской и бронзолитейным комплексом. Прослеживались остатки ещё одной жилой постройки, разрушенной в средневековье.

#### Постройки
По найденным на месте жилища находкам (бронзовой привески, кресалу, серпу, фибуле и т. д.) постройка 1 датируется в промежутке от второй четверти до середины 1-го тысячелетия, а по наличию незначительной концентрации керамики было предположено, что функционировала она непродолжительное время. Конструкцию жилища не удалось определить. В слое постройки особенно выделялся овальный очаг размерами 0,85×1,27 м, с глубиной 0,32 м заполненный углями, золой, пережжёнными камнями, костями и фрагментами посуды (18 экземпляров).
Данных о конструкции постройки 2 также нет, кроме обгоревшей плашки у юго-западной стены. При первоначальной зачистке представляло собой чёрное углистое пятно размером 2,4×3,5 м, при дальнейшей зачистке стали проступать остатки сооружения, состоявшего из двух заглублений (примерно 0,6 м глубиной) — тамбур перед входом в помещение. В заполнение постройки было обнаружено два железных шлака, нож, фрагменты лепной керамики, один фрагмент лощеной посуды. Предварительная дата постройки, определённая по серповидному ножу и грузику найденному здесь, определяется как относящаяся к промежутку II—V века.
Постройка 3 имела каркасно-столбовую конструкцию прямоугольной формы 1,8×2,6 м, вход был на северо-западной стороне. При расчистке выявлены сгоревшие плашки, лежавшие вдоль и поперек жилища, представляющие собой либо остатки стен, либо кровли. В центре жилища располагалась очаговая яма. В слое найдены 21 предмета. Среди них бронзовые и стеклянные женские украшения: бронзовая колокольчатая привеска, расколотая шаровидная бусина из жёлтого стекла, две бусинки из такого же стекла и два бронзовых колечка. К находкам также относятся 404 фрагмента керамики. Постройка, по довольно мощному слою угля, обнаруженному в очаге (55 см), просуществовала довольно долгое время и, прекратила свое существование в начале V века, однако анализ показал, что на месте этой постройки существовала ещё одна.
Во время раскопок постройки 4 было найдено 262 фрагмента керамики и несколько других находок (нож, железные шлаки и т. д.). Этих находок, из-за слишком широкой датировки, оказалось недостаточно для определения даты постройки. По наличию шлаков было предположено, что она существовала одновременно с железоделательной печью.
Постройка 5 имела трапециевидную форму со сторонами 2,8, 3,6, 3,4 и 3,45 м, с очагом овальной формы 0,55×0,6 м. Пласты, относящиеся к этой постройке, имели самую значительную на всём городище концентрацию дьяковской керамики — 1131 фрагмент. Были найдены остатки печи, или опечек, которая имела неправильную форму с размером 0,7×1,1 м и высотой 0,24 м. Найдены обломки различных сосудов. В пределах всего раскопа зафиксировано 155 железных шлаков, которые располагались кучно на всём слое. Таким образом постройка включала не только жилую, но и производственную часть. По найденным слиточкам бронзы можно предположить, что медеплавильную печь использовали также для плавки цветного металла. Точно определить датировку постройки сложно, но по некоторым признакам: наличию шлака, подобного из постройки 3, можно предположить что они существовали одновременно друг с другом, то есть относятся к первой половине I века до V века
При раскопе постройки 6 были найдены 260 экземпляров керамики. Культурный слой очень сильно смешивался с вышележащим комплексом жилища из эпохи средневековья. Постройка имела прямоугольную форму размером 1,9×3,6 м. Просуществовала постройка не долго, судя по невыразительности её остатков. По датировки, предварительно относится к последнему периоду существования дьяковского поселения на Варвариной Горе.
Постройка 7 очень плохо сохранилась. Представляет собой угольное пятно мощностью 0,08—0,12 м с длиной 2,8 м, данных о её конструкции нет. Здесь найдено 7 фрагментов керамики.
Постройка 8 просуществовало крайне не долго. Камни, из которых был сложен очаг, все крепкие и не крошатся, что указывает на непродолжительность функционирования очага. Ориентировочная датировка — II век.
Постройка 9 имела вытянутую прямоугольную форму, ориентированную вдоль берега реки по направлению склона. Пол имел заметный наклон к реке, хотя при его сооружении слегка и подрезали склон, перепад составил 0,6 м на ширину жилища. Длина постройки неизвестна, а ширина составляла 2,6 м. Среди находок в этом жилище: бронзовое ложновитое колечко, заготовка ножа, стеклянная бусина сине-фиолетового цвета, 516 фрагментов керамики, имеются развалы горшков. Приблизительная датировка жилища — 110 год.
Последняя постройки 10 была уничтожена в средневековье в XI—XIV веках, построенным над ней жилым сооружением. Определить её удалось только по переотложенной керамике (197 экземпляров грубой гладкой и 14 экземпляров бугристой).

#### Железоделательная мастерская и бронзолитейный комплекс
Медеплавильный комплекс располагался в топографическом центре поселения, включал в себя остатки двух печей и хозяйственной ямы с углем. Под первой печи имел размер 1,0×1,2 м, а глубина прокала земли под ним составила пол метра. К западу и югу от печи найдены две ямы — заглубления, подступы к печи, рабочие места у печи. Размер первой, восточной ямы составлял 1,3×2,7 м при глубине 0,35 м. Размер второй, южной ямы — 1×2 м и глубиной 0,4 м. От первой печи остался развал колотых побывавших в огне камней. Печь относилась к типу печи с естественным дутьём.
Вторая печь отличалась от первой, она располагалась в прямоугольной яме 1,0×1,5 м и глубиной 0,6 м. На южной стороне ямы отмечено полукружие радиусом 0,2 м. Размер основания составлял 0,6×0,8 м. Следов прокала грунта или обожжённой глины не было обнаружено, что свидетельствует о том, что печь была недостроенная и заброшенная. На северо-западе от ямы второй печи имелся отвод, в котором прослежены две столбовые ямки. Отвод заканчивался овальной ямой 0,9×1,2 м и глубиной 0,5 м. Вторая печь старше первой и относилась к типу печи с принудительным дутьем, из-за чего её и расположили в яме, чтобы процесс плавления не зависел от силы ветра.
В 2,5 м от печей к юго-западу располагалась хозяйственная яма размером 1,65×1,7 м с глубиной 0,42 м. На всю глубину она была заполнена углистым слоем вперемешку с 69 фрагментами костей животных, 37 фрагментами посуды, включая целые донца, а также целые тигли-льячки и их фрагменты. На глине льячки сохранились отпечатки цветковых чешуй, возможно, ячменя.
Медеплавильные печи существовали довольно продолжительное время, а по находкам в постройке 5 слиточков бронзы, можно предположить что печи использовались и для плавки железа и для плавки меди. По спектральному анализу найденных здесь 16 бронзовых изделий, установлено что все они относились к разным плавкам, из которых выделялись пять типов сплавов: оловянная бронза, оловянно-свинцовая бронза, латунь, латунь с оловом и латунь с оловом и свинцом. Большинство предметов сделано из латуни, включавшей не только цинк, но и олово и свинец. Чисто бронзовым был только один держатель. Л. В. Коньковым был установлен целый набор приёмов, которые применяли местные мастера: литьё в двухсторонней форме со вставками, литье навыплеск, нанесение врезного орнамента, ковка на оправке, изгибание, плющение металла, также мастера владели навыками напайки. Знали и процесс серебрения. По многочисленным железным шлакам установлено, что древние местные металлурги совершали просчёты, они знали что надо применять известь, но не дробили её, что приводило к тому что много железа уходило в шлаки, хотя они и пытались повышением температуры выправить положение.

#### Основные этапы освоения жилища
По раскопанным жилым и хозяйственным сооружениям можно установить полную освоенность этой части поселения в I—V веках. Здесь были разнообразные постройки: углублённые в землю и наземные, столбовые и каркасно-столбовые конструкции. Именно многообразие типов жилищ характерно для дьяковской культуры.
Самый старый след пребывания человека на Варвариной Горе датируется IV—III веками до н. э. и связан с очагом в постройки 8. Затем на северном склоне существовала постройка 9 приблизительно в I веке до н. э. — I веке н. э., одновременно с ней на верхней площадке функционировало постройка 3. После в начале II века была сооружена постройка 8. В это же время во II веке непродолжительный период существовала постройка 7. Все остальные постройки и сооружения приходятся на II—V века.
Причины, по которым население бросило веками обжитую площадку холма в средние века до конца не ясна. По некоторым находкам можно трактовать, что городище оставили внезапно. В. А. Буров считает, что это связано с появлением здесь в V веке славян-кривичей, хотя по некоторым археологическим находкам (ножи из пражско-корчакской культуры, горшок с расчесами) видно что первые заочные контакты со славянами у местных жителей были ещё до прихода кривичей. Конкретного времени когда местное население дьяковской культуры покинуло поселение теперь уже не узнать, но не вызывает сомнения, что часть его была ассимилирована пришедшими сюда кривичами. Этому свидетельствуют найденные на этом славянском силище бронзовых колокольчатых привесок дьяковских типов, обломков глиняного неорнаментированного грузика от ткацкого станка, бугристая керамика.

## Период средневековья
Через шесть веков после заката дьяковской культуры, в эпоху древнерусской государственности на Варвариной Горе возникло новое поселение, которое просуществовало до XIV века.
По своему характеру городище резко выделяется по сравнению с другими поселениями Верхнешлинского микрорегиона в указанном периоде. Так высоко (12—13 метров от уровня реки) не располагалось ни одно поселение в микрорегионе. Попасть в городище можно было только по пологому западному склону, северный, восточный и южный склоны возвышенности были достаточно круты. Хоть и валы не удалось обнаружить, исследователи считают, что скорее всего имелась ограда по склонам или краю площадки.
По найденным находкам можно говорить, что обитатели городища Варварина Гора занимались земледелием, животноводством, охотой, рыбной ловлей, ремеслом, прежде всего бронзолитейным и ювелирным. По найденным фрагментам керамики можно судить, что поселение на Варвариной Горе имело связь с городскими центрами, так как почти весь керамический материал имел явно городские формы и был привозной. При раскопках на площади около 500 м2 было собрано около 27 тыс. таких фрагментов.
По найденным при раскопках построек 5 и 8 таких находок как серебряный наконечник боевого ремня, наконечник сулицы, наконечники стрел, фрагмент шпоры, бронзовые украшения и т. п. видно, что указанный набор предметов имел яркий социальный окрас, связывался с высоким воинским рангом и вероятнее всего мог принадлежать дружиннику. В таком случае городище можно охарактеризовать как феодальную усадьбу. Кроме того, на то, что это была феодальная усадьба, указывают общие черты с раскопками поселения на Смоленщине, проводимые В. В. Седовым. Также городище попадает в категорию вотчины и в топографическом аспекте. Городище не было одним в этой местности, а возглавляло небольшую поселенческую структуру, в состав которой входили два поселения того же периода и могильник. Первое поселение (Городок 2), располагалось на противоположном левом берегу реки и имело размер 25×80 м на площади 2000 м2. Второе поселение располагалось южнее городища, через природную ложбинку на правом берегу ручья, на небольшой возвышенности и имело площадь около 1000 м2. Недалеко от городища располагался жальник или грунтовый могильник. Таким образом вырисовывается типичная триада вотчинного комплекса, знакомого по южнорусским материалам: усадьба феодала — селище — могильник. Границы вотчины можно реконструировать опираясь на более позднюю писцовую книгу Деревской пятины 1495—1501 годов, где была описана эта территория, в то время уже относящаяся к волости Жабна. Правобережье реки Шлины относилось к территории, именовавшейся Вятичи. К вотчине относились десятки деревень, разбросанных от истока Шлины из озера Шлино, вниз по течению, включая преимущественно левобережье реки и только частично правобережье. Дата освоения феодального двора относится к рубежу XI—XII веков.
К этому этапу относятся 432 индивидуальных находок (219 предмета из железа, 33 из цветных металлов, 6 из стекла, 134 глиняных предмета, 5 из кости и 35 экземпляров из камня), 26004 фрагмента круговой керамики, 9 жилых и производственных построек.

#### Постройки
Постройка 1 располагалась в северо-западном углу раскопа, если смотреть со стороны реки. В раскопе прослеживается северо-восточный угол сруба. Судя по диаметру брёвен это было мощное двухэтажное сооружение. Внутри строения, возле западной стенки дома ближе к центру строения были обнаружены развалины печи-каменки из 150 камней с остатками глиняной обмазки. Дом имел подполье, в котором была подпечная яма. Вход располагался в центральной части восточной стены, на что указывает притоптанная земля в этом месте. Такой тип строения обычно обозначает, что оно имело производственное значение, а найденные в этом месте находки (железные щипчики, бронзовая проволока, остатки заготовок из бронзы, ошлакованные края льячки и т. п.), это подтверждают. Г. В. Инденбаум в шлаке, найденном здесь, обнаружил корольки меди и железа, который получается только при температуре, не менее 1400 °С, это объясняет почему печь поставили в центре строения, а также свидетельствует о проводимой здесь плавке оксидной руды на медь. Исследователями был сделан вывод, что в постройке 1 жил и работал бронзолитейщик. Помимо всего прочего в слое постройки было обнаружено 127 различных находок, как предметы быта (полоски-дужки от ведра, пряжки, шило, накладки, точильный брусок и предметы украшения), так и кости различных животных. Датировка предметов имеет широкий диапазон — в пределах XII—XIII веков.
Постройка 2 имела выраженную квадратную форму и примыкала вплотную к постройке 3, располагаясь уступом. Размеры строения неясны. В пределах строения находилась печь. К этой постройке относятся находки: фрагмент механизма замка, два фрагмента ножей, фрагмент бронзового перстня, бронзовое колечко, рыболовное грузило, обломок железного инструмента и 2 предмета из железа, непонятного предназначения. По найденным вещам определить датировку не представляется возможным, но стратиграфически она синхронна постройке 3.
Постройка 3 располагалась вплотную к постройке 2 и имела размер 4×4 м, она была сильно разрушена, из-за чего трудно определить была ли здесь печь. Находки: ключ, железные скобы, шило, железная пряжка, обломок ножа, точильный камень, рыболовное грузило, оселок и другое. Датировка постройки имеет широкую диапазон — XII— начало XIV века.
Постройка 4 имела размеры 5,6×9,8 м. Около западной стены постройки были найдены остатки двух конструкций от печей с опечками. Первая печь имела размер 1,2×1,4 м, вторая — 1,3×1,5 м, по углам печей располагались четыре ямы. Южная печь имела в конструкции столбы квадратного сечения, в то же время столбы опечки у северной печи были круглые. Печи друг от друга располагались на расстоянии 1 м, это означало что постройка состояла из двух помещений, соединённых общими сенями. Ширина сеней составляла 0,6—0,7 м с учётом толщины брёвен. Исследователи предположили, что постройка относится к XIII — началу XIV века. В слое постройки были также найдены: рыболовные грузила, железная накладка, глиняный предмет, ножи, бронзовый бубенчик, железное кольцо, дверной пробой, железная дужка, точило, кости и зубы животных, а на месте прохода в сенях найден бронзовый крестик, относящийся к первой половине XIV века.
Постройка 5 была центральным жилым домом поселения, относится к XII — началу XIV века. Раскопана только наполовину. Северная стена постройки была дополнительно укреплена стульями, от южной стены практически ничего не осталось, на её наличие указывает только вкрапление песка и едва заметная граница чёрного сильно гумусированного слоя в пределах жилища. Западная стена имела длину 6,5 м. В постройке располагалась печь размером 1,2×1,8 м. Подпечная яма вероятно использовалась как свалка ненужных вещей, в ней были найдены фрагменты керамики, кости животных и предметы быта (обломки крышек горшков, пряслицы, рыболовные грузила, грузики, крючки, иглы, ножи и т. п.), кроме того в слое постройки были найдены: наконечник стрелы, кусок дужки ведра, каменный крестик, язычок бронзовой фибулы, конский шип, железная пряжка, привеска к рукояти плети, ошлакованное стекло, фрагменты ножа.
Постройка 6 располагалась южнее постройки 5. Имела размеры 6×3 м. По находкам относится к XIII — началу XIV века. Раскопки вскрыли только незначительную часть помещения. В слое постройки были найдены: фрагмент ключа, черенок ножа, фрагмент шила, обломки рыболовных грузил, гвоздь.
От постройки 7 почти ничего не осталось, её примерные конуры выделяются только по угольному пятну, это был сруб с печью в её юго-восточной части. От печи осталась подпечная яма размером 1,4×2 м. Постройка предшествовала постройке 4. Находки в слое: ножи, иглы, фрагмент дужки, обломок наконечников сохи, каменное точило, фрагмент глиняной крышки, рыболовный крючок, рыболовные грузила и керамика. По находкам постройка относится к концу XI—XIII веку.
Постройка 8 находилась к северу от постройки 5. Датируется XIII—XIV веками. Это был жилой комплекс размером около 6×20 м. Находки: ножи, иглы, рыболовный крючок, фрагмент ключа, фрагмент скобки, обломки глиняных крышек, глиняные пряслица, рыболовные грузила, точильные камни, бронзовые украшения, серебряный наконечник боевого ремня.
Постройка 9 была раскопана частично, датируется XII—XIII веками. От постройки ничего не сохранилось, выделялась лишь по рыхлой темно-коричневой супеси и наличию подпечной ямы. Находки: железный наконечник стрелы, железная пряжка, фрагмент ключа, рыболовные грузила.

## Происхождение название
Городище получило своё название по холму, на котором оно было обнаружено. Местные жители называют его Варварина Гора или Варварушка. По местной легенде гора насыпная, и была названа по имени некой Варвары, которая разрабатывала пашню на этом холме.